# 盧曼華
盧曼華，MBE（1950年6月17日—2024年11月6日），出生於香港，1974年移居北愛爾蘭。屬北愛爾蘭聯盟黨。
2007年3月9日在南貝爾法斯特郡地方選舉中，以第4高票取得6個議席中的一席，成為英國北愛爾蘭議會首位少數族裔議員，亦是英國各級議會中，首名民選港人議員。

## 外部連結
- 英國廣播公司：英國首位華人議員盧曼華 （页面存档备份，存于）
- 明報：港移民當選北愛首名華裔議員 （页面存档备份，存于）